# Aittosaari (ö i Kuhmois, Harjunsalmi)
Aittosaari är en liten ö i Finland. Den ligger i sjön Iso Pihlajajärvi och i kommunen Kuhmois i den ekonomiska regionen  Jämsä  och landskapet Mellersta Finland, i den södra delen av landet, 170 km norr om huvudstaden Helsingfors. Öns area är 0,7 hektar och dess största längd är 170 meter i sydväst-nordöstlig riktning.